# Mount Gilead, North Carolina
Mount Gilead är en ort i Montgomery County i delstaten North Carolina, USA.